# Mobileum
A Mobileum a P. Mobil stúdióalbuma 2009-ből. A lemez címe arra utal, hogy 2009-ben az együttes a Gesarolt is beleszámítva negyvenéves fennállását ünnepelte. 

## Áttekintés
A Kutyából szalonna után 11 évet kellett várni az új szerzeményeket tartalmazó anyagra, illetve a Színe-java után 10 év telt el az új stúdiófelvételekig. Voltak ugyan korábban is tervek új lemezre (ez volt a soha el nem készült "Vesszen a világ!"), lemezbemutató koncert is volt beharangozva, ám csupán egyetlen új dal készült 2002-ben (Hol voltál, King Kong?, amely végül a Mobileumra került fel stúdiófelvételen). „A zenekar meddősége okán tizenegy évig nem jelent meg új anyagunk. Hiába próbáltam megerőszakolni, megtermékenyíteni őket, nem sikerült. Néhány kivételtől eltekintve az egész rudános korszakot zsákutcának értékelem” – nyilatkozta erről Schuster Lóránt 2014-ben. Közben a felállás jelentősen megváltozott, fiatal zenészek érkeztek: 2001-ben második gitárosként csatlakozott ifj. Tornóczky Ferenc (aki a Mobileum dalainak többségét írta), 2008-ban Baranyi László lett az énekes, 2009-ben pedig Szakadáti Mátyás a dobos. Velük készült az új CD, amelynek első kiadása a Rockinform magazin mellékleteként látott napvilágot. Néhány hónappal később újabb tagcserékre került sor, Póka Egon, Tornóczky és Szakadáti távoztak, amelynek a régóta húzódó személyes ellentéteken túl egy szám, a "Gyöngyök és disznók" volt az oka. Noha feljátszották az új lemezre, nem kerülhetett rá az albumra, mert Póka Egon antiszemita felhangúnak ítélte meg a szám "Mit hoz a holnap, nem tudhatod, a vasárnap helyett szombatot" sorát. Kilépett az együttesből, de magával vitte tanítványait is, így a P. Mobilt alaposan át kellett alakítani.

## Kiadásai
- 2009 CD, a Rockinform mellékleteként
- 2009 Mobileum+ címmel CD, további bónuszokkal
- 2011/2012 Mobileum+ Special címmel mp3 letöltés/majd CD, további bónuszokkal

## A lemezről
2009-ben még kuriózumszámba ment, hogy egy ismert zenekar következő nagylemeze ingyenesen, egy zenei újság (Rockinform) magazin mellékleteként jelenjen meg. A Mobileum így került először kiadásra, tizenháromezer példányban. A nyitódal, a "Fegyvert veszek" eredetileg még Németh Gáborral lett rögzítve, bónuszként egy későbbi kiadásra ez a változat is felkerült. Témája a minden áldozatra kész ember története, aki csatába indul a gonoszokkal szemben – vámpírvadász ezüst töltényekkel, a biztos halálba. A "Hol voltál, King Kong?" a dalok közül a legrégebbi, a Világkereskedelmi Központ elleni 2001-es támadást örökítve meg, számonkérve King Kongon, hogy miért nem vadászta le a repülőket – és hogy miként lett ebből az USA terrorellenes magánháborúja. Az "Istennel szemben" Dúcz László "Istennek háttal" című könyve alapján készült, a bibliai Eszter történetét feldolgozva, arra figyelemmel, hogy sokan Istennek háttal állva élik le az egész életüket, de egyszer szembe kell nézniük vele. Az "Ötven éves férfi" Póka Egonról szól: egy igazi ötvenes férfiról, annak az életéről, és arról, hogy tényleg nem marad semmi más, csak az 52 fokos gönci pálinka. A "Két legnehezebb szó" Tunyogi Péter emlékére íródott, az ember első és utolsó szavának jelentőségéről, a lélek vándorlásáról szól. A "Keresztfa" a történelmi Magyarország területén élt népekhez, nemzetiségekhez szól, a közös sorsot, az egységet erősíti. Az "Egészség és térerő" a mobillá változott világra utal, pajzán, szexuális töltetű dalszöveggel. A "Benzinkút" egy, a P. Mobil számára új jelenségre utal, az éjjel-nappali benzinkutakra, és a körülöttük kialakult kis világokra. "A zenekar játszott" címében és szövegében is arra utal, hogy a P. Mobil minden nehézség ésd hátráltató körülmény ellenére mindig játszott és zenélt. Az albumzáró "Móóóbil" egy nagyon egyszerű témára felépülő közönségénekeltetős szerzemény, aminek a szövegét Schuster korábbi Mobil-dalszövegekből ollózta össze.
Az eredeti változatra három bónuszdal került fel: a "Kaszárnya, kaszárnya" egy magyar, "Az anyaszív" pedig egy ófrancia népdal feldolgozása (ez utóbbit korábban a Skorpió dolgozta fel még a hetvenes években, a P. Mobil ezt a csak rossz minőségű koncertfelvételen létező felvételt használta fel az újrafeldolgozáshoz), míg az "Embered voltam" akusztikus verzióban hallható. Ezt egészítette ki később a "Benzinkút", és a "Ha újrakezdeném" koncertváltozata, és a "Fegyvert veszek" régi demója. Felkerült még a "Gyöngyök és disznók", amely a "Varjúdal"-hoz hasonlító szövegben ostorozza a mai közállapotokat.

## Dallista

### Rockinform-mellékletes kiadás
1. Fegyvert veszek
2. Hol voltál King Kong?
3. Istennel szemben
4. Ötven éves férfi
5. A két legnehezebb szó
6. Keresztfa
7. Egészség és térerő
8. Benzinkút
9. A zenekar játszott
10. Móóóbil

#### Bónusz
1. Kaszárnya, kaszárnya (népdalfeldolgozás)
2. Anyaszív (ófrancia dal alapján)
3. Embered voltam (akusztikus változat)

### Mobileum+ önálló CD kiadás
1. Fegyvert veszek
2. Hol voltál King Kong?
3. Istennel szemben
4. Ötven éves férfi
5. A két legnehezebb szó
6. Keresztfa
7. Egészség és térerő
8. Benzinkút
9. A zenekar játszott
10. Móóóbil
11. Gyöngyök és disznók (ez a dal volt Pókáék távozásának oka)

#### Bónusz
1. Fegyvert veszek (demó kislemezváltozat Németh Gáborral)
2. Kaszárnya, kaszárnya (népdalfeldolgozás)
3. Anyaszív (ófrancia dal alapján)
4. Embered voltam (akusztikus változat)

### Mobileum+ Special ajándék letöltés változat, később önálló CD kiadás
1. Fegyvert veszek
2. Hol voltál King Kong?
3. Istennel szemben
4. Ötven éves férfi
5. A két legnehezebb szó
6. Keresztfa
7. Egészség és térerő
8. Benzinkút
9. A zenekar játszott
10. Móóóbil
11. Gyöngyök és disznók (ez a dal volt Pókáék távozásának oka)

#### Bónusz
1. Fegyvert veszek (demó kislemezváltozat Németh Gáborral)
2. Kaszárnya, kaszárnya (népdalfeldolgozás)
3. Anyaszív (ófrancia dal alapján)
4. Embered voltam (akusztikus változat)
5. Benzinkút (koncertváltozat)
6. Ha újra kezdeném (akusztikus koncertváltozat)

## Közreműködtek
- Baranyi László – ének
- Póka Egon – basszusgitár, vokál
- Sárvári Vilmos – gitár, vokál
- Schuster Lóránt – zenekarvezető, szövegíró, vokál, próza
- Szakadáti Mátyás – dob, ütőhangszerek, nagybőgő, vokál
- ifj. Tornóczky Ferenc – gitár, vokál

### A bónuszdalokban
- Németh Gábor – dob, ütőhangszerek (Fegyvert veszek – kislemezváltozat)